# Juwangsan-Nationalpark
Der Juwangsan-Nationalpark (주왕산국립공원) ist der kleinste Nationalpark in Südkorea und befindet sich in der südkoreanischen Provinz Gyeongsangbuk-do, knapp zehn Kilometer westlich des Landkreises Yeongdeok-gun. Der höchste Berg des Parks ist der 721 m hohe Juwangsan.

## Lage und Geographie
Dieser Nationalpark liegt etwas abseits. Weder einer der koreanischen Expressways noch das Netz der koreanischen Hochgeschwindigkeitszüge führen an diesem Nationalpark vorbei. Die nächste Großstadt ist Daegu und liegt 60 km Luftlinie entfernt in südwestlicher Richtung des Parks. Die Berge sind in ihrer Gesamthöhe sehr viel niedriger als die in anderen Bergnationalparks, dafür sind die Canyons sehr viel enger. Zum Park gehört auch der im Jahr 1720 angelegte Stausee Jusanji.

## Flora und Fauna
Zu den Besonderheiten der Tier- und Pflanzenwelt gehören neben dem Habichtskauz und dem Otter einige Schwertlilienarten. Insgesamt wurden im Park bisher 88 Pflanzen- und 924 Tierarten gezählt.

## Trivia
Der Nationalpark gehört zu den abgeschiedensten Parks Südkoreas. Seitdem der koreanische Regisseur Kim Ki-duk den Film Frühling, Sommer, Herbst, Winter… und Frühling (2003) am Jusanji-Stausee gedreht hat, kommen mehr Besucher in den Park. Es sind aber immer noch erheblich weniger als in den beliebten Parks, wie dem Gyeongju-Nationalpark oder dem Odaesan-Nationalpark.
Der Wanderweg durch das Jungsa-Tal wurde zu den zehn schönsten Wanderwegen in Südkorea gewählt.

## Veranstaltungen
Jedes Jahr findet Ende April und Anfang Mai das Juwangsan Sudallae Festival statt, mit dem die Blüte der Rhododendren-Art Sudallae (Rhododendron yedoense var. poukhanense) gefeiert wird.
Im Februar findet im Eoruemgol-Tal die jährliche Juwangsan Ice Ridge Climbing Competition statt.